# سیارک ۲۵۶۱۹
سیارک ۲۵۶۱۹ (به انگلیسی: 25619 Martonspohn، نامگذاری:2000AQ34)۲۵۶۱۹مین سیارک کشف شده‌است که در ۰۳ ژانویه ۲۰۰۰ کشف شد.